# Bayerisch Eisenstein
Bayerisch Eisenstein (do 1950 Eisenstein) – miejscowość i gmina w Niemczech, w kraju związkowym Bawaria, w rejencji Dolna Bawaria, w regionie Donau-Wald, w powiecie Regen. Leży w Lesie Bawarskim, około 18 km na północny wschód od miasta Regen, przy B11, linii kolejowej Deggendorf – Klatovy i granicy Parku Narodowego Lasu Bawarskiego.
Bayerisch Eisenstein leży przy granicy niemiecko-czeskiej. Zlokalizowane tutaj było przejście graniczne Bayerisch Eisenstein – Železná Ruda (drogowe i kolejowe).

## Zabytki
- Muzeum Kolejnictwa (Localbahnmuseum)
- dworzec Železná Ruda - Bayerisch Eisenstein